# Jane Darling
Jane Darling (* 26. září 1980 v Klášterci nad Ohří) je česká pornoherečka.
Začala s natáčením pornofilmů v roce 2001. Natočila přes 200 pornofilmů.
30. července 2004 byla mezi pěti pornoherci zadrženými v Mexiku a následně vyhoštěnými ze země. Všichni byli na návštěvě Mexika s úmyslem navštívit erotický festival.